# Шаталова, Светлана Николаевна
Светлана Николаевна Шаталова (укр. Світлана Миколаївна Шаталова; род. 11 сентября 1983, Киев) — украинский государственный деятель, заместитель председателя Одесской областной государственной администрации, временно исполняющий обязанности председателя Одесской областной государственной администрации (с 14 июня по 11 октября 2019).
Заместитель Министра здравоохранения Украины (2020—2021).

## Биография
Родилась 11 сентября 1983 года в Киеве.
В июне 2002 года закончила промышленно-экономический колледж Национального авиационного университета в Киеве.
В 2002—2003 годах работала бухгалтером финансово-экономического отдела государственного специализированного издательства детской литературы «Веселка» в Киеве.
В 2003—2004 годах работала бухгалтером общества с ограниченной ответственностью «Торнадо».
С июня 2004 года — главный специалист отдела по работе с контролирующими органами управления учёта и расчетов с предприятиями и фондами ОГА Департамента бухгалтерского учёта и отчетности дочерней компании «Газ Украины» НАК «Нафтогаз Украины».
В феврале 2006 года закончила заочно Национальный авиационный университет по специальности «учёт и аудит», получила квалификацию экономиста по бухгалтерскому учёту и анализу хозяйственной деятельности.
С июля 2010 по ноябрь 2011 года — начальник отдела по работе с анализа, мониторинга активов и обязательств управления формирования отчетности, анализа и учёта операции с денежными средствами и товарно-материальными ценностями Департамента бухгалтерского учёта и отчетности дочерней компании «Газ Украины» НАК «Нафтогаз Украины».
С ноября 2011 по февраль 2012 года — заместитель начальника управления — начальник отдела учёта реализации и расчетов с энергогенерирующими предприятиями управления учёта реализации и расчетов с теплоснабжающими предприятиями и энергогенерирующими компаниями Департамента бухгалтерского учёта и отчетности дочерней компании «Газ Украины» НАК «Нафтогаз Украины».
С февраля по июнь 2012 года — начальник отдела учёта реализации и расчетов с промышленными предприятиями управления учёта реализации и расчетов за газ Департамента бухгалтерского учёта и отчетности дочерней компании «Газ Украины» НАК «Нафтогаз Украины».
С июня 2012 по апрель 2017 года — заместитель директора по финансово-экономическим вопросам государственного предприятия «Полиграфический комбинат» Украина «по изготовлению ценных бумаг».
С апреля 2017 года — заместитель председателя Одесской областной государственной администрации.
В марте 2018 года закончила частное учебное заведение «Международный институт менеджмента» (Киев) по специальности «бизнес-администрирование», получила квалификацию магистра бизнес-администрирования.
С 11 июня по 11 октября 2019 года — временно исполняющий обязанности председателя Одесской областной государственной администрации.